# Onalaska (Teksas)
Onalaska je grad u američkoj saveznoj državi Teksas. Prema popisu stanovništva iz 2010. u njemu je živjelo 1.764 stanovnika.